# Castro-Stephens-koppeling
De Castro-Stephens-koppeling is een organische reactie waarbij een koper(I)acetylide en een arylhalogenide worden gekoppeld tot een digesubstitueerd alkyn:
De reactie werd in 1963 ontdekt. Later werden nog aangepaste varianten ontwikkeld, waarvan de Sonogashira-koppeling de belangrijkste is. Hierbij worden een arylhalogenide en een terminaal alkyn gekoppeld met behulp van een op palladium en koper gebaseerd katalysator.
Een typische voorbeeldreactie is de koppeling van een koperfenylacetylide met joodbenzeen tot difenylacetyleen in refluxende pyridine: